# 염곡로
염곡로는 인천광역시 서구 가좌동 핸즈코퍼레이션 5공장과 연희동 인천아시아드주경기장을 잇는 인천광역시의 도로이다.

## 주요 경유지
인천광역시
- 서구 (가좌동 · 석남동 · 신현동 · 가정동 · 심곡동 · 연희동)

## 노선
| 이름                 | 접속 노선       | 소재지     | 소재지 | 비고 |
| -------------------- | --------------- | ---------- | ------ | ---- |
| 핸즈코퍼레이션 5공장 | 백범로          | 인천광역시 | 서구   |      |
| 염곡길삼거리         | 봉수대로162번길 | 인천광역시 | 서구   |      |
| 목재단지사거리       | 건지로          | 인천광역시 | 서구   |      |
| (이름 없음)          | 석남로          | 인천광역시 | 서구   |      |
| (금호어울림3단지)    | 거북로          | 인천광역시 | 서구   |      |
| (금호어울림2단지)    | 길주로          | 인천광역시 | 서구   |      |
| (서인천월드메르디앙) | 신석로          | 인천광역시 | 서구   |      |
| 독골사거리           | 율도로          | 인천광역시 | 서구   |      |
| (이름 없음)          | 원창로          | 인천광역시 | 서구   |      |
| 루원지하차도         | 봉오대로        | 인천광역시 | 서구   |      |
| 연희크리켓경기장     | 국제대로        | 인천광역시 | 서구   |      |
| 인천아시아드주경기장 | 경명대로        | 인천광역시 | 서구   |      |

## 주요 건물 및 시설
- 엠파크허브 (인천광역시 서구 염곡로 52)
- 엠파크시티랜드 (인천광역시 서구 염곡로 133)
- 인천신현동우편취급국 (인천광역시 서구 염곡로 345)
- 롯데슈퍼 신현점 (인천광역시 서구 염곡로 351)
- 인천신현고등학교 (인천광역시 서구 염곡로 399)
- 인천가현중학교 (인천광역시 서구 염곡로 409)
- 인천가현초등학교 (인천광역시 서구 염곡로 417)